# Euplectromorpha maculata
Euplectromorpha maculata is een vliesvleugelig insect uit de familie Eulophidae. De wetenschappelijke naam is voor het eerst geldig gepubliceerd in 1940 door Ferrière.